# Stellaria alaskana
Stellaria alaskana är en nejlikväxtart som beskrevs av Hulten. Stellaria alaskana ingår i släktet stjärnblommor, och familjen nejlikväxter. Inga underarter finns listade i Catalogue of Life.